# Carum komarovii
Carum komarovii là một loài thực vật có hoa trong họ Hoa tán. Loài này được Karjay mô tả khoa học đầu tiên năm 1944.